# Mariano di Évaux
Mariano di Évaux (Bourges, ... – Évaux, 513 circa) visse la sua vita da eremita. È venerato come santo dalla Chiesa cattolica e la sua memoria ricorre il 19 settembre, già al 19 agosto.

## Agiografia
Le notizie sulla vita di questo santo provengono esclusivamente da due fonti autorevoli, che, pur presentando alcune incongruenze, parlano indubbiamente della stessa persona e talvolta si completano a vicenda.
Mariano proveniva da un'importante famiglia di Bourges, in Francia; poco si sa della sua vita prima della vocazione, se non che fosse sposato e probabilmente che avesse almeno un figlio.
In seguito a eventi non precisati Mariano lasciò la famiglia e la moglie e decise di consacrarsi totalmente a Dio, abbracciando una vita di penitenza.
Visse per sei anni in un monastero, poi si ritirò in completo eremitaggio nel Berry. Mariano visse in solitudine per ben 44 anni, durante i quali si dedicò totalmente alla contemplazione di Dio e si nutriva esclusivamente di frutti selvatici e miele.
Il luogo dove si ritirò fu probabilmente Épineuil o Évaux: su quale dei due posti effettivamente ospitò l'eremita le due fonti sono discordi.
Probabilmente in realtà le toccò entrambe: a Épineuil dovette passare il primo periodo del suo eremitaggio, durante il quale ricevette la visita del vescovo Tetradio, che benedisse la piccola grotta ove risiedeva e lo invitò invano a prendere i voti.
Successivamente, quando la sua fama era già notevole, si spostò a Évaux, dove ogni giorno si recavano da lui numerosi fedeli in cerca di consigli e miracoli.
Un giorno Mariano non fu trovato nel suo solito rifugio: lo si trovò, serenamente defunto, sotto un melo poco distante.